# México de mi corazón Vol. 2
México de mi corazón Vol. 2 es el segundo álbum en vivo y el quinto álbum de la cantante española Natalia Jiménez.
El álbum se caracteriza por una recopilación de canciones populares a ritmo del mariachi y música mexicana, con participaciones especiales de intérpretes mexicanos. Asimismo, a diferencia del primer álbum, este no contó con público presente debido a la pandemia del COVID-19.
De este álbum, se desprenden algunos sencillos como: «Qué bueno es tenerte», «Mi ego» y «No me amenaces» entre otros.
En este álbum, están incluidas las participaciones de Ana Bárbara, La Banda MS de Sergio Lizárraga, Gerardo Ortiz y Joss Favela entre otros.

## Lista de canciones
| N.º | Título                                                       | Duración |  |
| 1.  | «Qué bueno es tenerte» (con La Banda MS de Sergio Lizárraga) | 3:25     |  |
| 2.  | «Mi ego» (con Joss Favela)                                   | 3:23     |  |
| 3.  | «No me vuelvo a enamorar»                                    | 3:15     |  |
| 4.  | «Se me queman las manos»                                     | 3:13     |  |
| 5.  | «Fuiste mía» (con Gerardo Ortiz)                             | 2:08     |  |
| 6.  | «Me nace del corazón»                                        | 2:46     |  |
| 7.  | «Si nos dejan»                                               | 2:29     |  |
| 8.  | «Fue un placer conocerte»                                    | 2:56     |  |
| 9.  | «La pena»                                                    | 3:27     |  |
| 10. | «No me amenaces» (con Ana Bárbara)                           | 2:31     |  |
| 11. | «Te quedó grande la yegua»                                   | 3:51     |  |
| 12. | «Cielo rojo»                                                 | 3:16     |  |
| 13. | «Se me olvidó otra vez»                                      | 3:01     |  |
| 14. | «La muerte del palomo»                                       | 3:31     |  |
| 15. | «Renunciación» (con Los 2 de la S)                           | 3:06     |  |